# ناشنوایی
ناشنوایی یا کَری (به انگلیسی: Deafness) زیر دو عنوان دسته‌بندی می‌شود.
- کاهش یا نبود کامل شنوایی که به آن کم‌شنوایی ویا ناشنوایی (کری) گفته می‌شود.
- شنیدن صداهای غیرطبیعی.[نیازمند منبع]

که مانند دیگر اختلالات حواس بدن ممکن است ناشی از ابتلاهای عمومی بدن باشد.

## ناشنوایی
از دست دادن کامل شنوایی را ناشنوایی یا کری، و کم شدن آن را کم‌شنوایی گویند. اختلال می‌تواند ابتلاء نسبت به تمام نوت‌های صدا باشد یا محدود به صداهای معینی است. اندازه‌گیری حد شنوایی مستلزم مطالعه این اختلالات با دستگاهای شنوایی سنج که به آن شنوایی سنجی گویند.

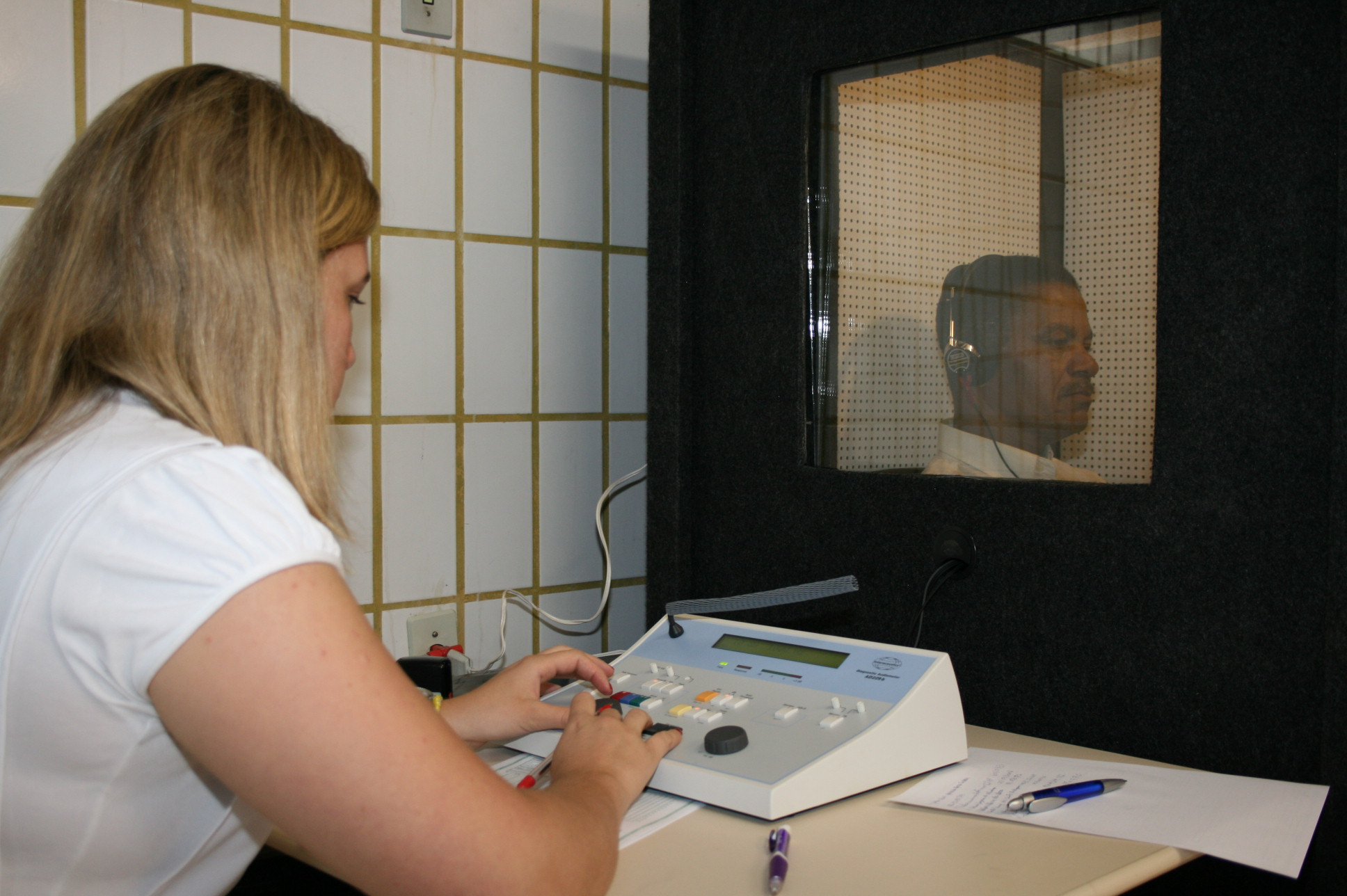
شنوایی‌سنجی.

- ناشنوایی مادرزادی: به علت ناهنجاری‌های وخیم گوش میانی یا داخلی که قابل برگشت نباشد.

یا اگر عصب کوکلئر نباشد یا پیشرفت انهدامی و فساد در مراکز عصبی شنوایی در کار باشد که به‌طور جلوگیری‌ناپذیری همراه با لالی و گنگی است زیرا کودک با غریزه تقلیدی صحبت کردن را یادمی‌گیرد به‌طوری‌که صداهای دیگران را بشنود.
- ناشنوایی اکتسابی: دو نوع دارد. بنابر محل ابتلاء که محرومیت از شنوایی را تعیین می‌کند.
  1. ناشنوایی انتقالی: به‌علت ضایعات مجرای گوش خارجی یا گوش میانی و عناصر آن.
  2. ناشنوایی درکی: اگر در پی ضایعات دستگاه گوش داخلی کانال‌های نیمه حلقوی که شامل دستگاه درک یا راه‌های عصبی که از آن‌ها عمل انتقال امواج صوتی به قشر مغز هدایت می‌گردند.

علل شایع در ناشنوایی انتقالی
- پیشرفت و فرایند التهابی حاد یا مزمن گوش میانی (اتیت حاد، اتیت مزمن ماستوئیدیت)
- ضایعه پرده گوش، سوراخ شدن یا التهاب یا سیکاتریس پس از شنیدن صدای شدید
- انسداد مجرای استاش

علل شایع در ناشنوایی درکی
مبدأ ناشنوایی درکی که منشأ آن پیچال (لابیرنت) باشد.
- شکستگی
- عفونت، تیفوس، مالاریا، گریپ
- مسمومیت مزمن (الکل-کنین، آسپرین، استرپتومایسن)
- مسائل عروقی، تصلب شرائین گوش داخلی
- ناشنوایی حرفه‌ای که بیمار مدام در معرض صداهای شدید قرار گیرد. (در کارخانه‌ها، آهنگریها، کارکنان هواپیمایی)
- ناشنوایی پیری که نزد افراد پیر به علت تصلب شرائین گوش داخلی، پیشرفت و فساد در اندام کورتی است که خاص دریافت ارتعاشات صدا است.

بررسی دقیق علل ناشنوایی و اختلالات انتقالی و درکی مثلاً اتواسپونژیوز که پیشرفت و فرایند ناشی از بدی تغذیه ناحیه یا دیستروفی کپسول استخوانی کانال نیمه حلقوی یا سختی و سفتی ثانوی مفصل میان‌رکابی (استخوان گوش میانی) و پیچال است، ابتلای خیلی شایعی که نزد زن ظاهر می‌گردد و با خاصیت ارثی خیلی واضح نمایان می‌گردد. این ابتلاء تدریجاً به سمت کری کامل پیشرفت می‌کند ولی خوشبختانه با عمل جراحی صدا را برای بیمار برمی‌گرداند.
- ضایعه عصب کلئر (ورم عصب یا نوریت عفونی، تومور) که اصوات به وسیلهٔ عضو به مرکز صدا منتقل می‌شود.
- ضایعه مستقیم مراکز صوتی واقع در بصل النخاع (بولب) و قشر مغزی تغییر شکل یافته یا درک آگاهانه انتقال می‌یابند.

این ضایعات را در تومورهای مغز و خونریزی‌های مغزی می‌توان دید.
خلاصه علل ممکنه ناشنوایی زیاد و گوناگون هستند. سن، ضربه‌های مختلف، عفونتهای مزمن همراه با اختلالات تعادل، در محیط زندگی، که با آزمایش‌های متعدد می‌توان به نتیجه کامل رسید. ناشنوایی یک جانبه نزد کودک را از یادگارهای اُتیت می‌توان تشخیص داد. ناشنوایی دو جانبه فرد مسن را تصلب شرائین می‌توان تصور کرد یا اختلال گردش خون در سطح پیچال (لابیرنت) که کار متخصص است. خیلی از ناشنوایی‌ها را می‌توان مراقبت کرد. جراحی نوین قادر به اعمال مفیدی است و همچنین با پروتزهای خیلی ظریف میتوام بیمار را از ناشنوایی مطلق نجات داد.

## صداهای داخلی گوش بدون وجود خارجی
شنیدن اصواتی که در حقیقت وجود خارجی ندارند و بیمار آن‌ها را می‌شنود نباید تحت این عنوان ادراکات خیالی را که مبدأ آن‌ها در مغز نام ببریم. منظور اختلالات روانی حسی در حالی‌که دستگاه شنوایی کاملاً سالم است.
- صدای وزوز حشره
- صدای صدف گوش ماهی
- صدای ریزش آب
- اصوات مختلف سوت لوکوموتیو، صدای زنگ ساعت
- با شدت کمتر: هیاهو، همهمه، غلغله، ولوله سر و صدا زمزمه که خیلی مزاحم و گاهی به مانند: خود ناشنوایی است.

این اختلال شایعی است در بیماری‌های گوش خارجی، میانی یا داخلی. شاید به‌علت جسمی خارجی یه گرفتگی گوش به وسیلهٔ جرم. غالباً ضایعات گوشی را همراه و با سختی استخوان‌های کوچک، تصلب مجرای استاش می‌بینیم. در ضایعات پیچال (لابیرنت) همراه و با سرگیجه‌اند. هم چنین در انقباضات عروقی مویرگ‌های کوچک گوش دیده می‌شود. این انقباضات به‌علت اختلالات گردش خون نزد آن‌ها که دچار تصلب شرائین، نقرس، ضایعات گوش داخلی و مسمومیت‌های داروئی (کینین) و در حرفه‌های معینی (غواص‌ها) یا پس از ضربه معینی اکنوفنی مشاهده می‌شود.
درمان‌ها هم همان درمان‌های سببی است؛ که باید گرفتگی گوش را از بین برد در غیر این صورت داروهای معینی که مسکن خوبی هستند برای پدیده نامطلوب مورد استفاده قرار می‌دهند.

## اختلالات ناشنوایی
اختلال شنوایی ممکن است به دلایل مختلف به وجود بیاید، وجود جسم خارجی در مجرای گوش یا به علت تورم و عفونت در گوش میانی باشد که در این صورت، صداها به گوش داخلی نمی‌رسند و به آن، کری انتقالی می‌گویند. در اثر تخریب سلول‌های درک اصوات حس صدا از بین می‌رود که به آن کری عصبی گفته می‌شود، کری ممکن است مادر زادی مثل سیفلیس مادر زادی، سرخجه مادر، استعمال بعضی از داروها در دوران بارداری یا بد فرمی اعضای شنوایی به علت آسیب‌های دوران جنینی و زایمان باشد.
در مدل اکتسابی، یکی از مهم‌ترین علل، عفونت‌های گوش میانی است که اکثراً بعد از بیماری‌های عفونی مخصوصاً سرخجه و تیفوئید به وجود می‌آید، با سنجش شنوایی در کودکان مانند اعمال بازتابی طبیعی که کودک با شنیدن صدا به طرف آن برمی‌گردد و همچنین از طریق بازی با کودک و بالاخره انجام شنوایی سنجی هر گوش به‌طور جداگانه می‌توان به میزان شنوایی یا اختلال آن پی برد.

## انواع اختلالات ناشنوایی
درمورد نقص شنوایی، تعریف‌ها و دسته‌بندی‌های زیادی صورت گرفته‌است. شایع‌ترین این دسته‌بندی‌ها آن است که، مبتلایان را به دوگروه «ناشنوا» و «کم‌شنوا» تقسیم می‌کند. این طبقه‌بندی جز در مواردی که متخصصان، تعریف‌های متفاوتی از آن ارائه می‌دهند، نسبتاً ساده است. معمولاً دو نوع ناشنوایی وجود دارد:

### ناشنوایی ادراکی
این نوع که ناشی از اختلال حلزون یا عصب شنوایی است، ناشنوایی عصبی و اکتسابی نیز گفته می‌شود.

## نقص شنوایی در کودکان
از نقص شنوایی در کودکان زمانی می‌شود حرف زد که بنا به دلایلی مثل بدکاری گوش یا اعصاب مربوط به آن، در شنیدن اصوات محیطی با مشکل مواجه باشد. قابل قبول‌ترین تعاریفی که منعکس‌کننده نظریات متخصصان تربیتی است، تعاریفی است که توسط کمیته اجرایی کنفرانس مدیران آموزشی مخصوص ناشنوایان، به وجود آمده‌است. به شرح این تعاریف می‌پردازیم.

### نقص شنوایی
یک اصطلاح ژنریک است که نشان دهنده آن عده از ناتوانایی‌های شنوایی است که ممکن است درجات شدت و ضعف آن بین خفیف تا عمیق در حال تغییر باشد. نقص شنوایی، شامل دو گروه فرعی ناشنوا و کم‌شنوا می‌باشد.

#### ناشنوا
به فردی گفته می‌شود که اختلال شنواییش از روند پردازش موفقیت‌آمیز اطلاعات کلامی که از طریق شنیدن (چه با سمعک و چه بدون سمعک) به دست می‌آید، جلوگیری می‌کند. (البته در ایران حدوداً یکصد هزار ناشنوا وجود دارد). در ایران از هر ۱۰۰۰ تولد زنده ۴٫۷ درصد نوزادان با اختلال شنوایی محیطی متولد می‌شوندو از آنجا که برنامه ملی غربالگری اجرا نمی‌شود، این آمار از میزان جهانی بیشتر است.

#### کم‌شنوا
به کسی گفته می‌شود که به‌طور کلی با استفاده از وسایل کمک‌شنوایی بتواند از باقی‌مانده شنوایی خود در پردازش و فرایند سازی اطلاعاتی که از طریق شنیدن به دست می‌آورد، استفاده کند.
نکته‌ای ضروری است و آن این که رابطه نزدیکی بین فقدان شنوایی و عقب‌ماندگی ذهنی در رشد زبان وجود دارد. به همین دلیل متخصصان تأکید زیادی به زمان شروع نقص شنوایی دارند. نقص شنوایی هرچه زودتر در کودک ایجاد شود، رشد زبان در او بیشتر مورد صدمه قرار خواهد گرفت. به همین دلیل متخصصانی که با کودکان مبتلا به نقص شنوایی کار می‌کنند اغلب اصطلاحاتی نظیر ناشنوایی مادرزادی (یعنی آن‌ها که هنگام تولد ناشنوا هستند) و ناشنوایی غیر ارثی (یعنی آن‌ها که مدتی بعد از تولد به ناشنوایی دچار می‌شوند) استفاده می‌کنند. دو اصطلاح دیگر که اغلب در زمینه یادگیری زبان این کودکان به‌کار می‌روند عبارتند از:
ناشنوایان قبل از فراگیری زبان: یعنی اینکه در زمان تولد یا اینکه در اوایل زندگی و قبل از اینکه زبان یا گفتار رشد کند، رخ می‌دهد. ناشنوایان بعد از فراگیری زبان: یعنی ناشنوایی بعد از رشد زبان و گفتار به وجود می‌آید.
متن صفحه.

## آخرین دستاوردها
در سال ۲۰۱۳ دانشمندان پی بردند که عامل بازدارنده گاما سکرتاز بر روی سلول‌های مویین گوش درونی اثر احیاکننده دارد. این دستاورد برای درمان مؤثر ناشنوایی بسیار با ارزش است.
در حاضر بحث سلول‌های بنیادی برای درمان ناشنوایی بر روی موش‌ها و خرگوش به نتیجه رسید است اما فاز انسانی این مطالعات هنوز در انسان اجازه تحقیقات را نیافته‌است. اما محققان خوش بین هستند که در چند سال آینده این درمان جدید بر روی انسان‌های داوطلب شروع شود.

## آمار در ایران
در آذر ۱۳۹۴، محمد فرهادی وزیر علوم دولت حسن روحانی که فوق تخصص جراحی گوش، حلق و بینی است اعلام کرد که آمار ناشنوایی در کشور در حال بالا رفتن است و در کشورمان از هر هزار تولد سالم حدود ۲٫۶ مورد ناشنوا داریم.